# Pieksämäki
Pieksämäki est une ville de la région de Savonie du Sud et la province de Finlande orientale.

## Histoire
La ville a connu un développement modeste avec l'arrivée du chemin de fer dans les dernières années du XIXe siècle (1889). Elle est devenue ensuite le principal nœud ferroviaire du centre du pays, ce qui a permis un développement limité de l'industrie et du commerce.
La ville a également accueilli un grand nombre de réfugiés de Carélie après la défaite finlandaise dans la Guerre de continuation. La population a ainsi triplé de 1938 à 1957, franchissant le seuil des 10 000 l'année suivante.

## Géographie
Pieksämäki présente le visage d'un petit centre commercial, étudiant et administratif. Elle compte un centre culturel renommé et 3 petits musées.
Faute de moteur solide à son économie, la cité a durement souffert de la crise des années 1990, voyant son taux de chômage exploser.
La commune était de loin la plus petite de la province. Elle a fusionné avec la commune rurale de Pieksänmaa le 1er janvier 2007, donnant naissance à une nouvelle municipalité de Pieksämäki qui fait partie des 30 plus étendues et des 50 plus peuplées de Finlande.

## Démographie
Depuis 1980, l'évolution démographique de Pieksämäki est la suivante, :
| Année      | 1980   | 1985   | 1990   | 1995   | 2000   | 2005   |
| ---------- | ------ | ------ | ------ | ------ | ------ | ------ |
| population | 23 781 | 24 217 | 24 128 | 23 221 | 22 040 | 20 966 |

| Année      | 2010   | 2015   | 2020   |
| ---------- | ------ | ------ | ------ |
| population | 19 869 | 19 042 | 17 605 |

## Politique et administration

### Conseil municipal
Le Conseil municipal de Pieksämäki est composé de 35 conseillers.
Après les élections municipales finlandaises de 2021, la répartition des sièges est la suivante de 2021 à 2025 :
| Parti   | Parti                           | Sièges |
| ------- | ------------------------------- | ------ |
|         | Parti du centre                 | 11     |
|         | Parti social-démocrate          | 7      |
|         | Vrais Finlandais                | 4      |
|         | Parti de la coalition nationale | 7      |
|         | Chrétiens-démocrates            | 1      |
|         | Ligue verte                     | 3      |
|         | Vasemmistoliitto                | 2      |
|         | Sininen tulevaisuus             | 0      |
| Sources |                                 |        |

### Subdivisions administratives
Les villages de Pieksämäki sont : Ankele, Haapakoski, Halkokumpu, Heikkolankangas, Hietakylä, Hietamäki, Hällinmäki, Jäppilä, Järvikylä, Kaitainen, Kantala, Karjala, Kontiomäki, Kukkola, Kuvansi, Kylmämäki, Kähkölä, Lamminmäki, Längelmäki, Maavesi, Mataramäki, Montola, Naarajärvi, Narila, Nenonpelto, Neuvola, Nikkarila, Niskamäki, Nokkala, Nykälä, Oittila, Paltamäki, Partaharju, Pitkäsmäki, Pohjoismäki, Pyhitty, Pyhäjärvi, Pöyhölä, Rummukka, Ruuhilampi, Salmenkylä, Sarkaniemi, Siikamäki, Sormula, Suontientaipale, Surnuinmäki, Syvänsi, Tihusniemi, Tikkalanmäki, Toikkala, Tossavalansaari, Utriala, Valkeamäki, Vanaja, Vehmaskylä, Venetmäki, Venettekemäranta, Vilhula, Virtasalmi, Väisälä, Väyrylä.
Les trois agglomérations de Pieksämäki sont : Pieksämäen keskustaajama, Jäppilän kirkonkylä et Virtasalmen kirkonkylä.

## Économie

### Principales entreprises
En 2021, les principales entreprises de Pieksämäki par chiffre d'affaires sont :
| Société                          | C.A.  |
| -------------------------------- | ----- |
| KPA Unicon Oy                    | 67 M€ |
| Rakennusliike U. Lipsanen Oy     | 44 M€ |
| Partaharjun Puutarha Oy          | 22 M€ |
| Moilas Oy                        | 16 M€ |
| Franke Finland Oy                | 12 M€ |
| Checkmark                        | 11 M€ |
| Ysiysi-Rakennus Oy               | 10 M€ |
| Franke Medical Oy                | 10 M€ |
| Piako Oy                         | 9 M€  |
| Hoitokoti Matti ja Liisa Koti Oy | 9 M€  |

### Employeurs
En 2021, les plus importants employeurs privés de Pieksämäki sont:
| Employeur                        | Employés |
| -------------------------------- | -------- |
| Partaharjun Puutarha Oy          | 175      |
| KPA Unicon Oy                    | 171      |
| Hoitokoti Matti ja Liisa Koti Oy | 155      |
| Moilas Oy                        | 91       |
| Rakennusliike U. Lipsanen Oy     | 84       |
| Franke Finland Oy                | 60       |
| Ysiysi-Rakennus Oy               | 52       |
| Franke Medical Oy                | 43       |
| Piako Oy                         | 42       |
| Esperi Hoitokoti Kotipesä        | 38       |

## Transports
La route principale est la nationale 23, le principal axe est-ouest du centre du pays (Pori-Joensuu).
Pieksämäki est aussi traversée par la kantatie 72 (Mikkeli–Suonenjoki), la seututie 459 (Pieksämäki-Juva), la seututie 447 (Pieksämäki-Kangasniemi)et au sud-ouest passe la nationale 9 (Turku-Tohmajärvi).
La gare ferroviaire de Pieksämäki est un nœud ferroviaire important au croisement de la voie ferrée Kouvola–Iisalmi et de la voie ferrée Pieksämäki–Joensuu.

## Lieux et monuments
Les monuments les plus remarquables sont :
- Ancienne église de Pieksämäki (August Sorsa 1753),
- Château d'eau de Pieksämäki (Aarne Ervi 1956),
- Centre culturel Poleeni (Kristian Gullichsen, Erkki Kairamo, Timo Vormala 1989),
- Mairie de Pieksämäki (Arto Sipinen et Mene Herzer, 1973)
- Ancienne mairie (Valter Thomé et Ivar Thomé, 1918).
- Musée de la voie ferrée de Savonie,
- Maison des poupées,
- Manoir de Moisio,
- Partaharju (fi),
- Église de Ristikivi.

## Villes jumelles
| Ville | Ville           | Pays | Pays     |
| ----- | --------------- | ---- | -------- |
|       | Faaborg-Midtfyn |      | Danemark |
|       | Falkenberg      |      | Suède    |
|       | Gyöngyös        |      | Hongrie  |

## Personnalités
Parmi les personnalités de la commune:
- Jari Ketomaa, pilote de rallye
- Tommi Kovanen, joueur de hockey
- Esapekka Lappi, pilote de rallye
- Otto Leskinen, joueur de hockey
- Ari-Pekka Liukkonen, nageur
- Aila Meriluoto, écrivain
- Kaisa Parviainen, lanceur de javelot
- Olavi Salsola, coureur de demi-fond

## Galerie

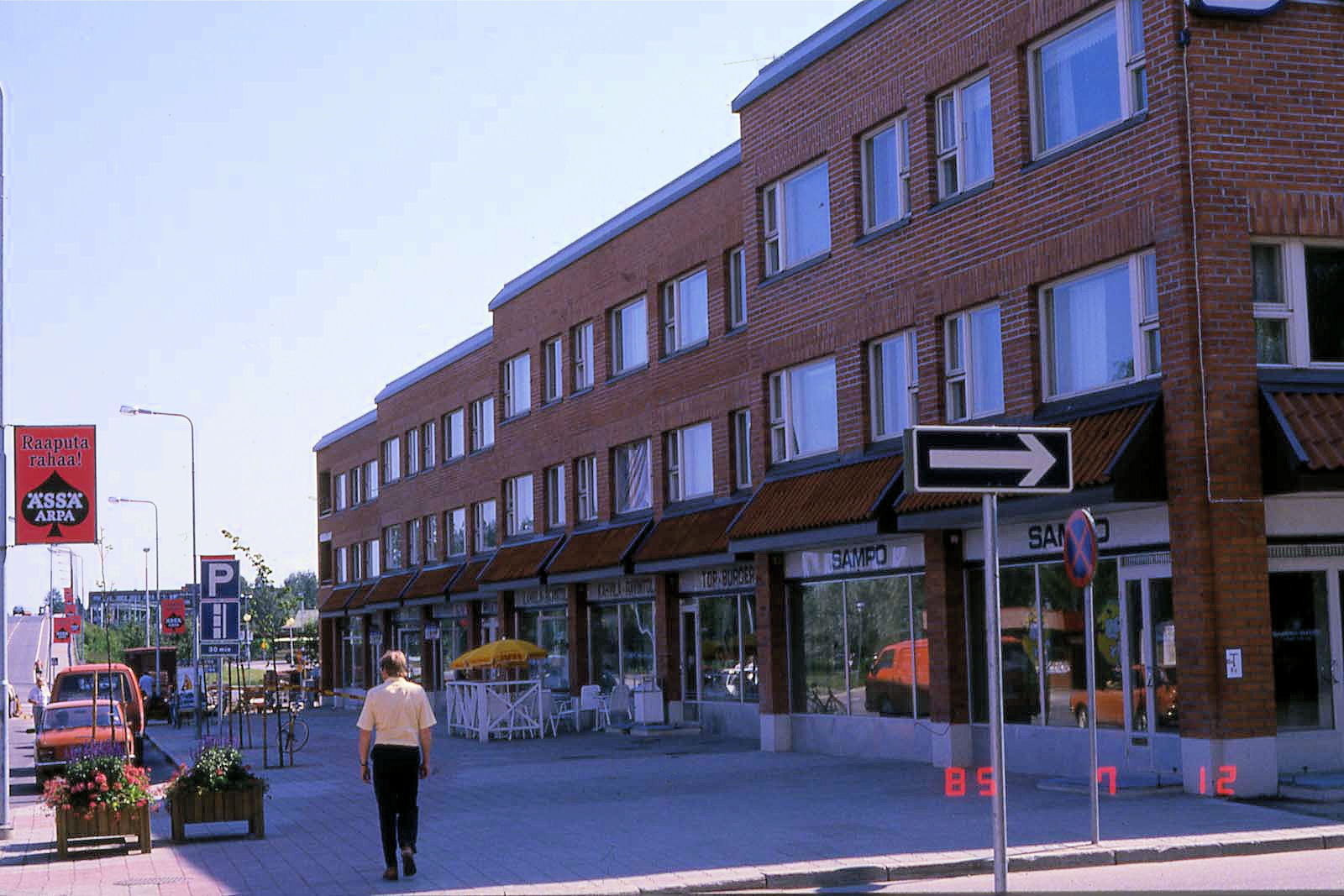
Une rue de Pieksämäki.
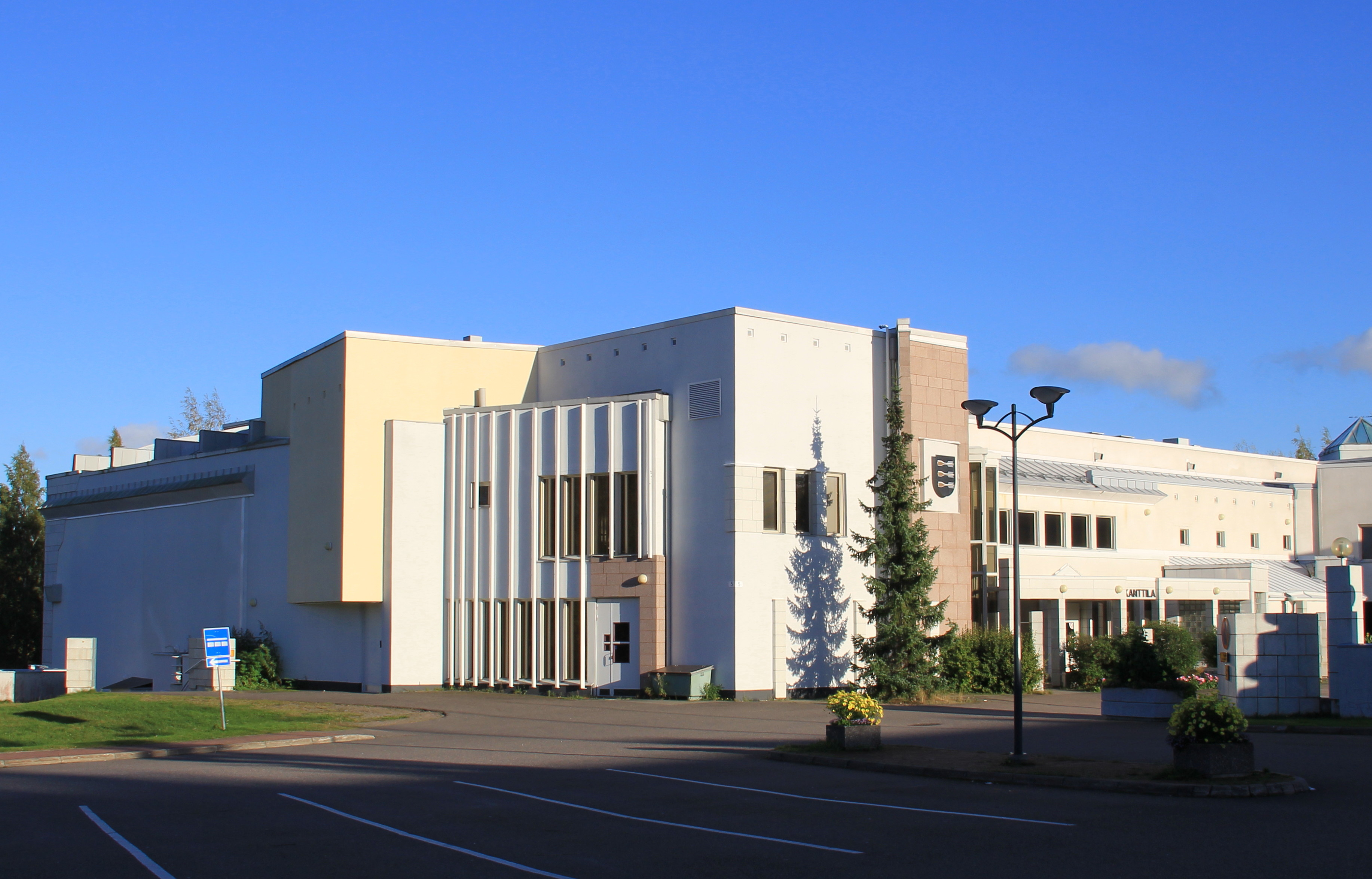
Kanttila.
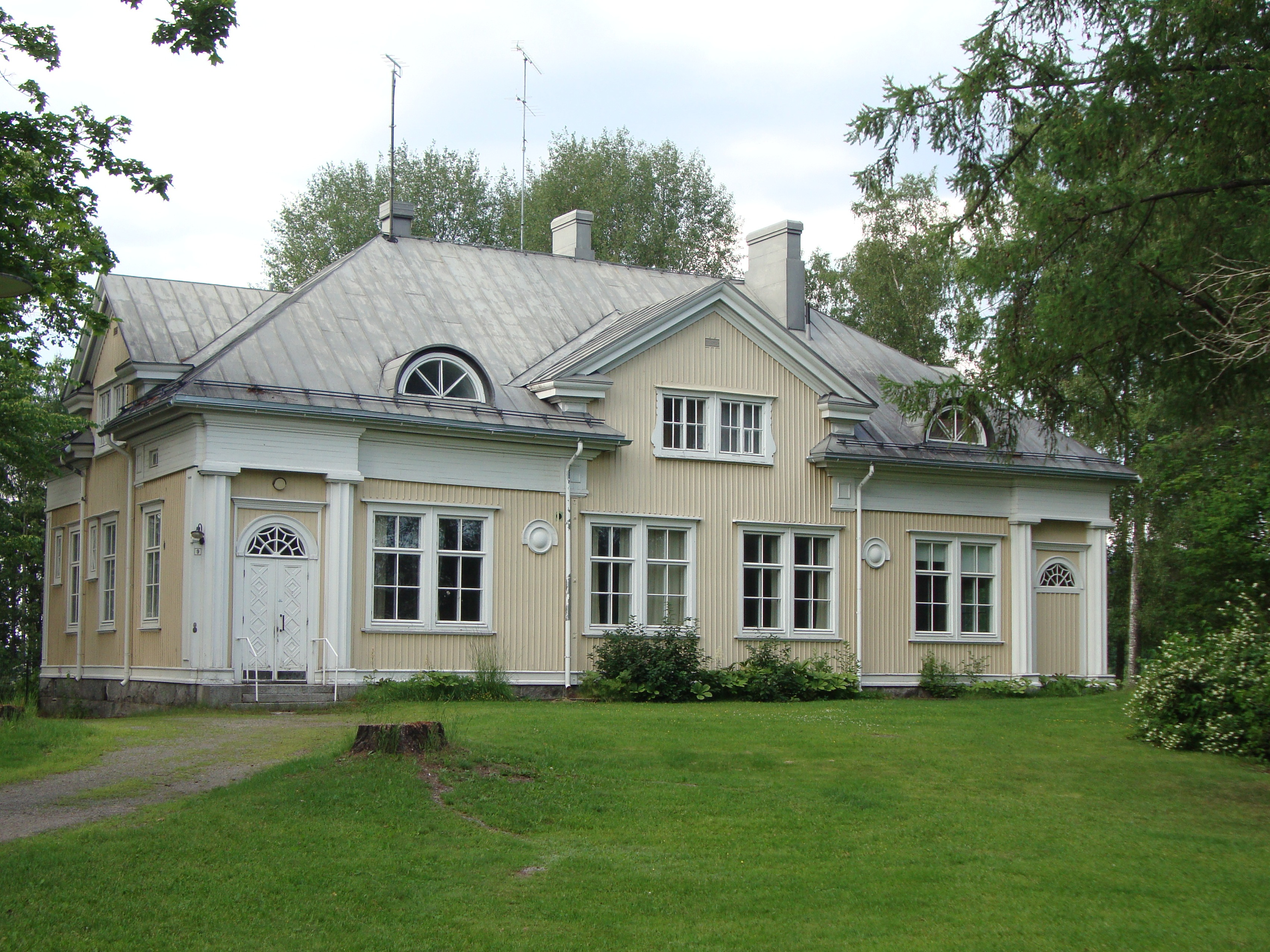
Ancienne mairie.
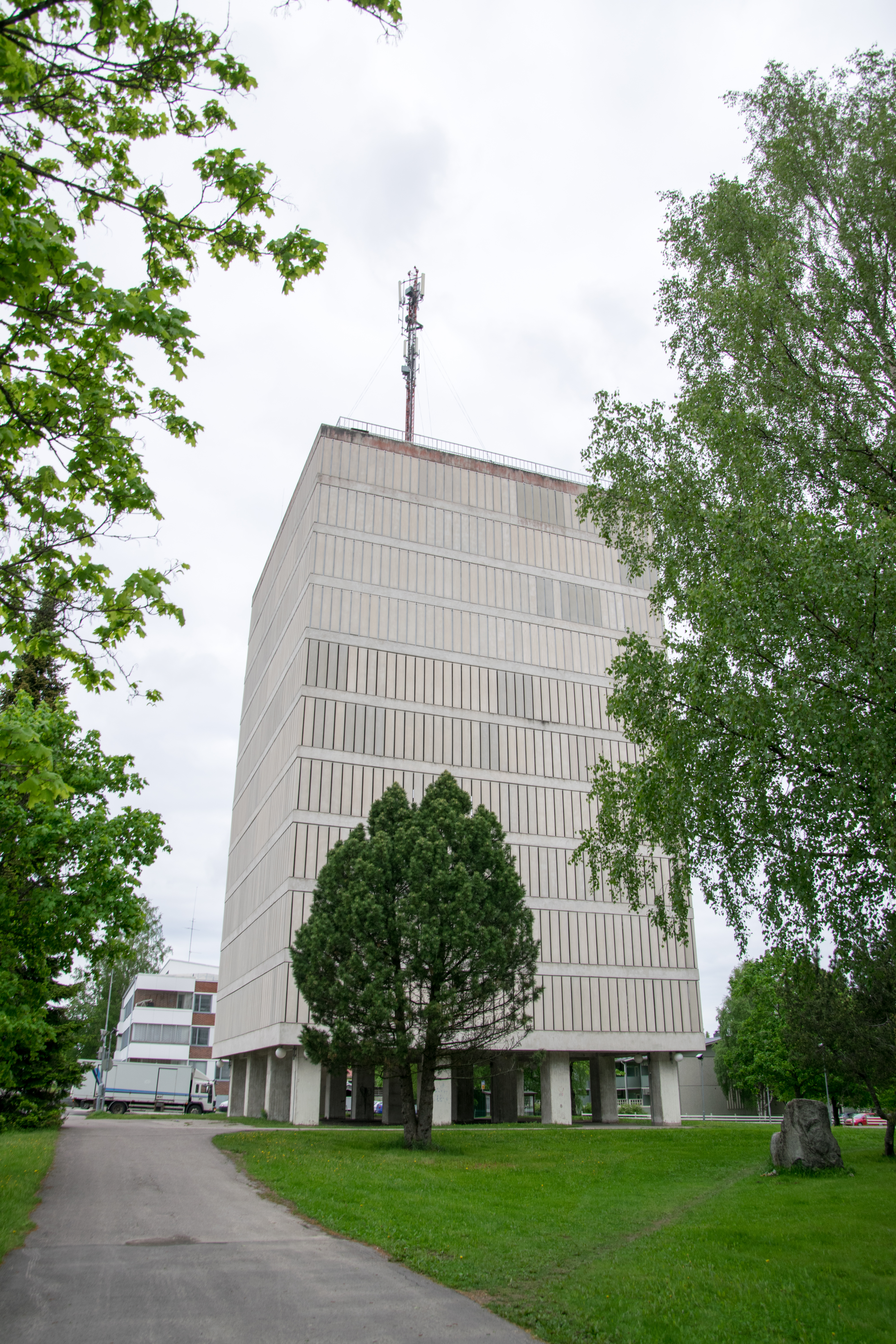
Château d'eau
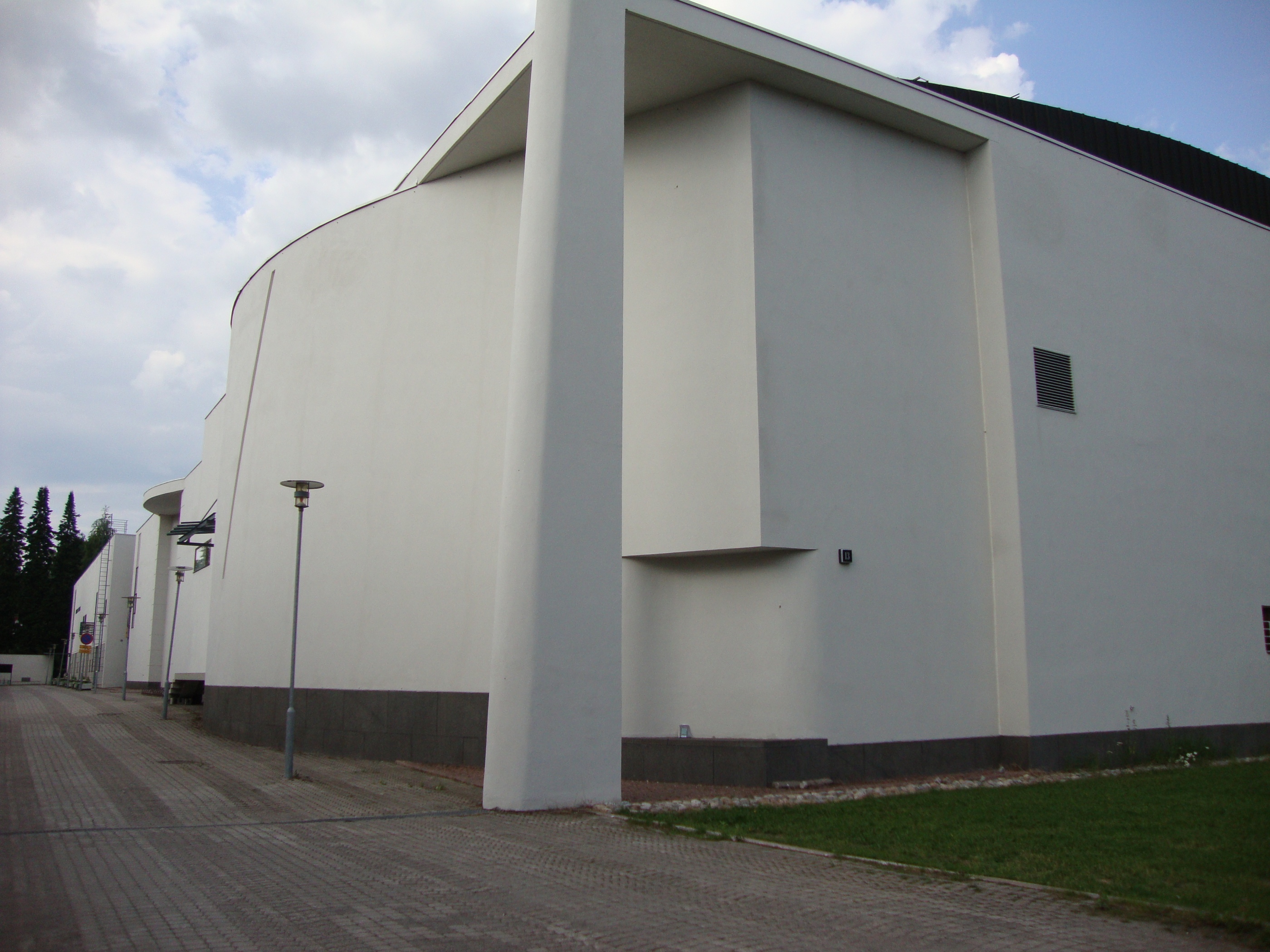
Centre culturel Poleeni.
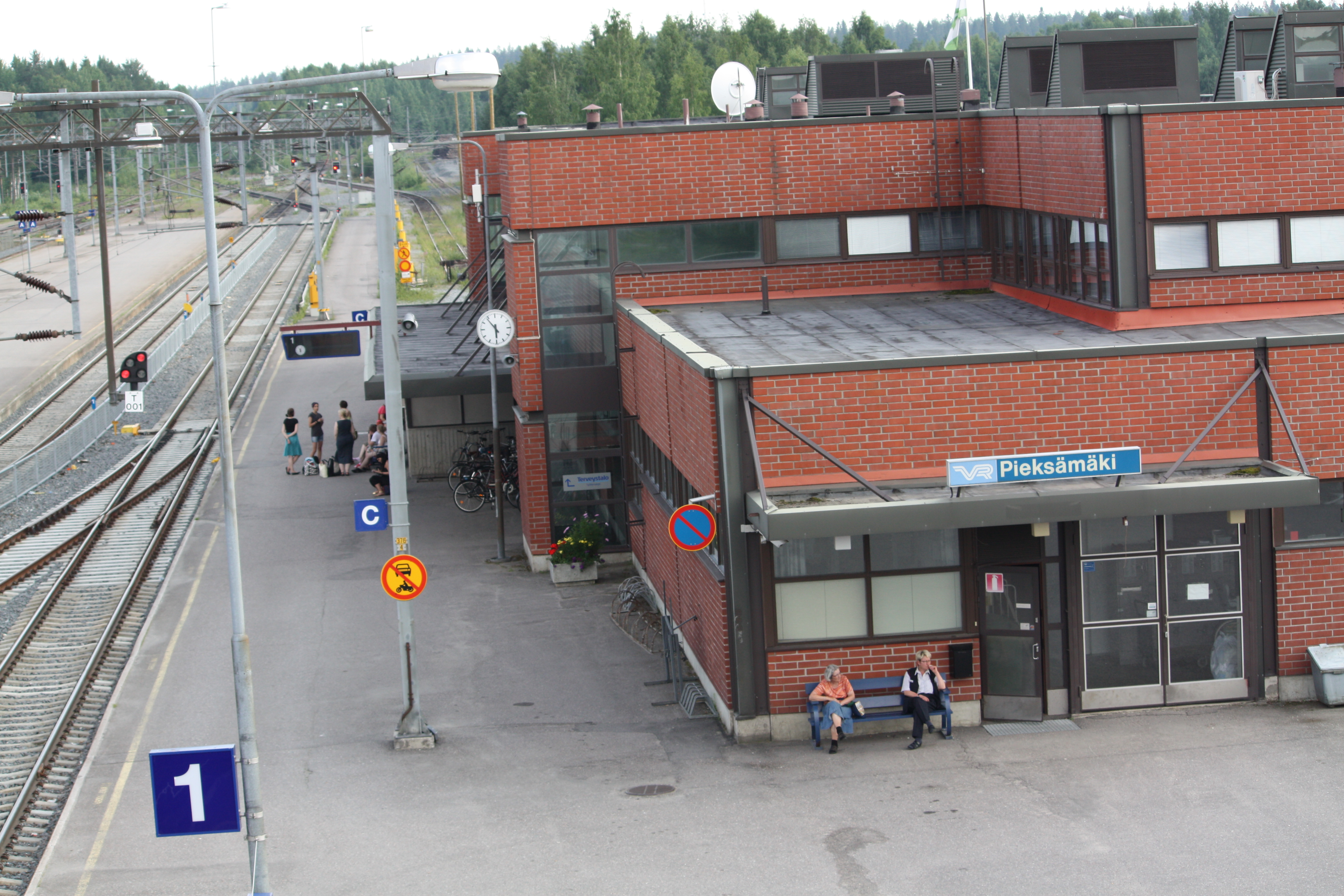
Gare ferroviaire de Pieksämäki.
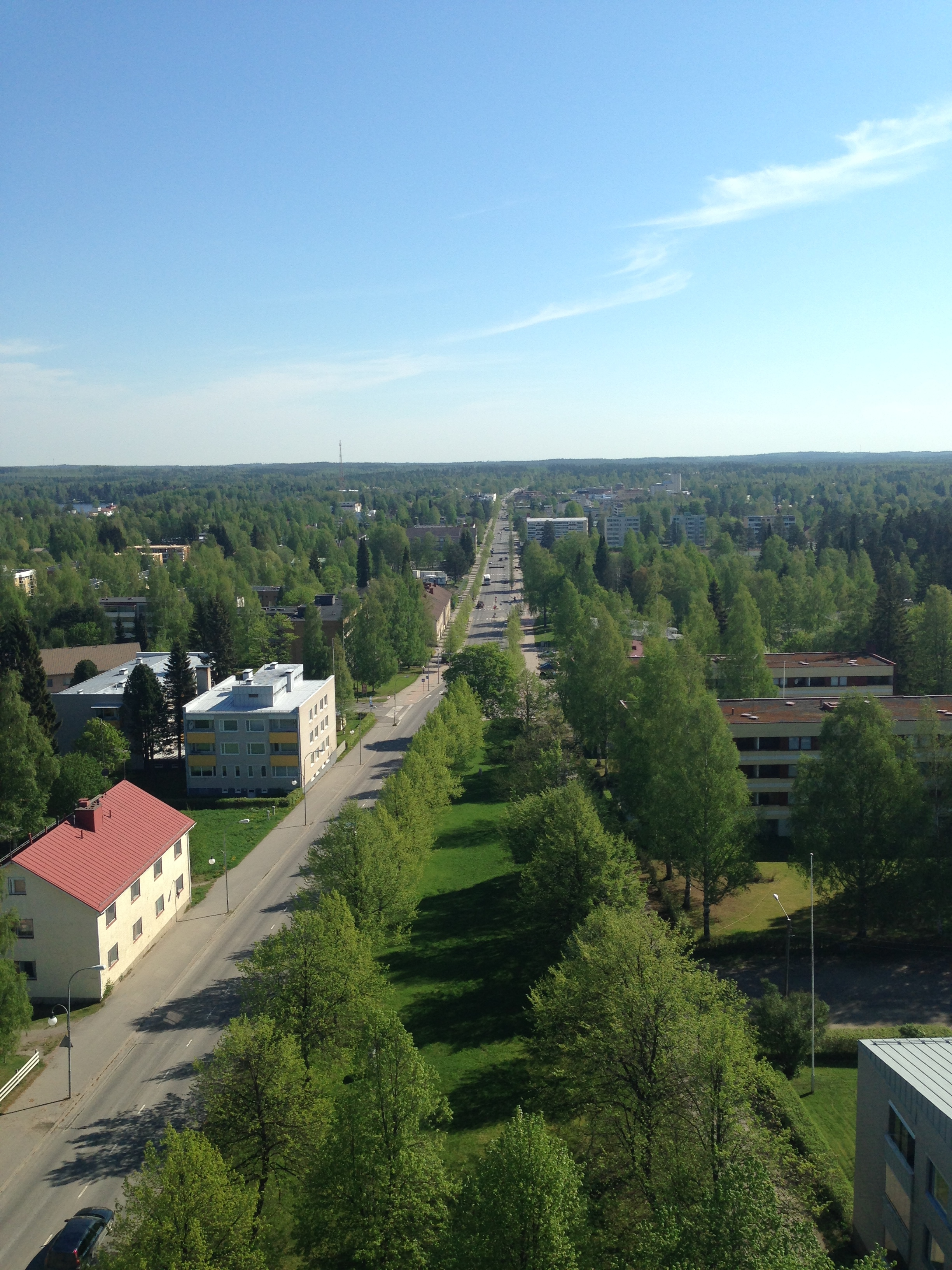
Pieksämäki vue du château d'eau.
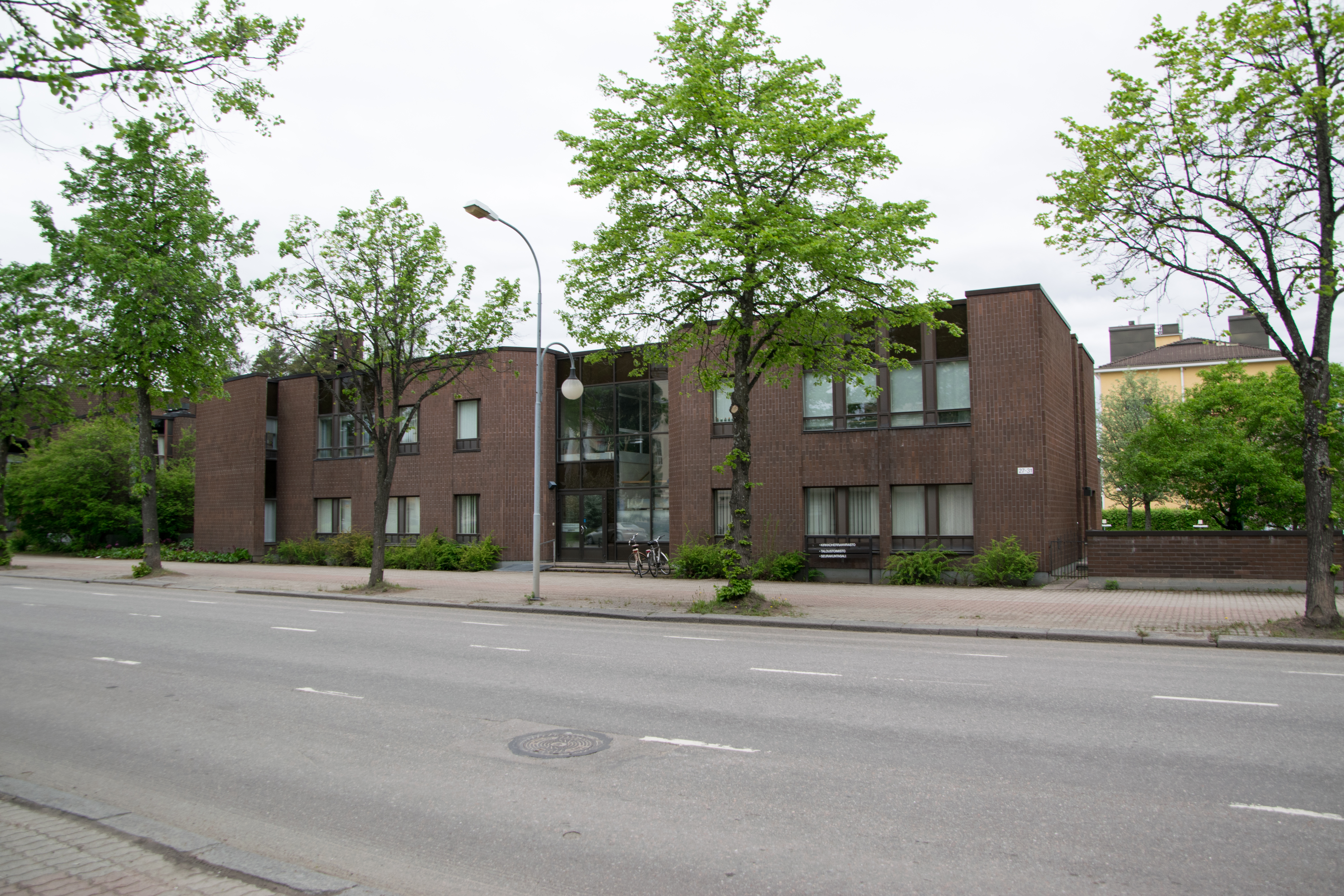
Église de Pieksämäki
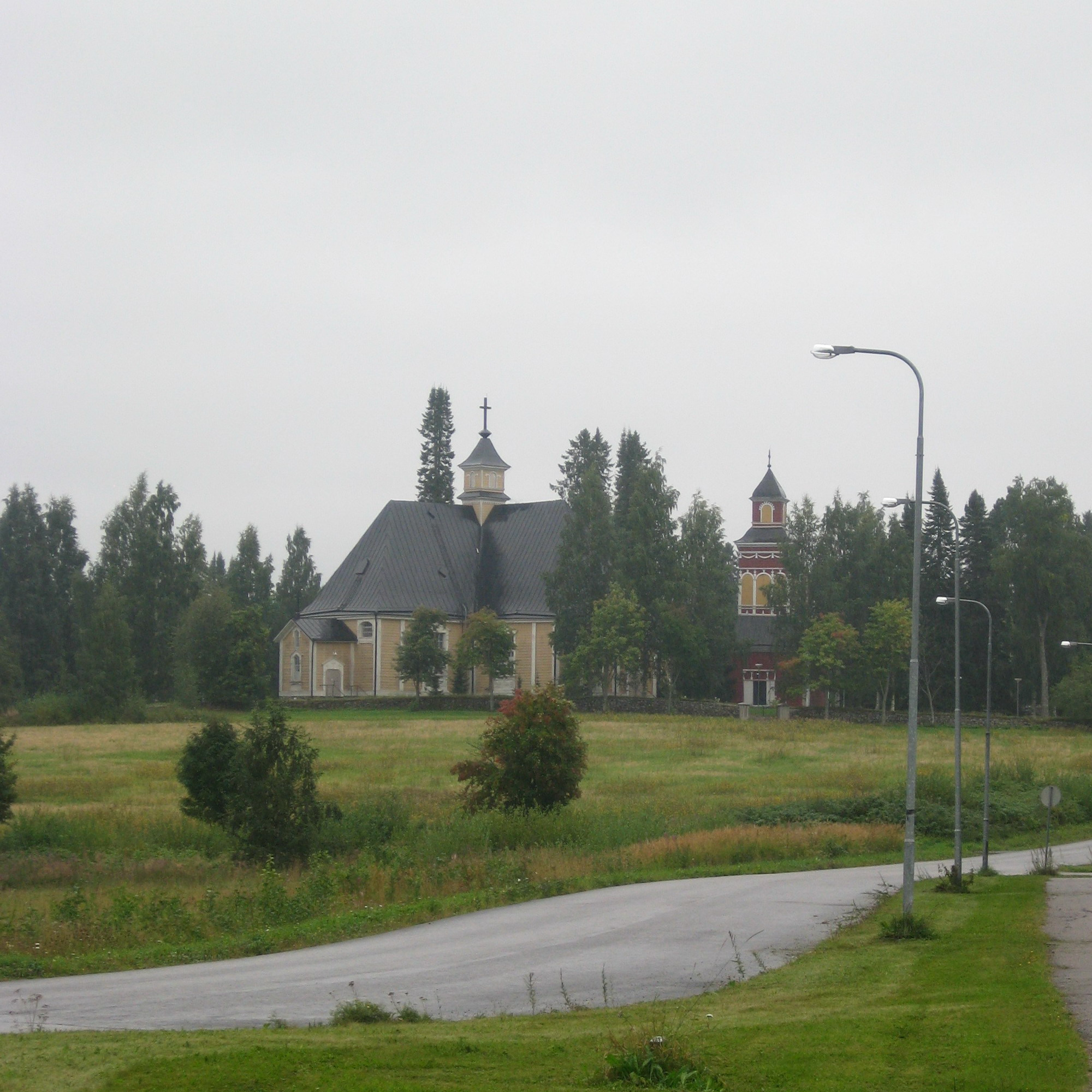
Ancienne église de Pieksämäki